# Kedungmundu
Kedungmundu is een bestuurslaag in het regentschap Semarang van de provincie Midden-Java, Indonesië. Kedungmundu telt 10.592 inwoners (volkstelling 2010).